# Coelioxys quadridentata
Coelioxys quadridentata — вид пчёл из подсемейства Megachilinae.

## Распространение
Имеет широкое распространение в Центральной Европе.

## Описание
Достигает в длину 10—13 мм. Брюшко тёмное, все его сегменты в конце имеют белые отделительные полоски. Первый сегмент несёт пучок белых волосков. Трутень имеет шесть шипов на конце брюшка.

## Экология
Клептопаразитами личинок Coelioxys quadridentata являются: Anthophora furcata и Megachile, в частности Megachile circumcincta.